# Maria Wine

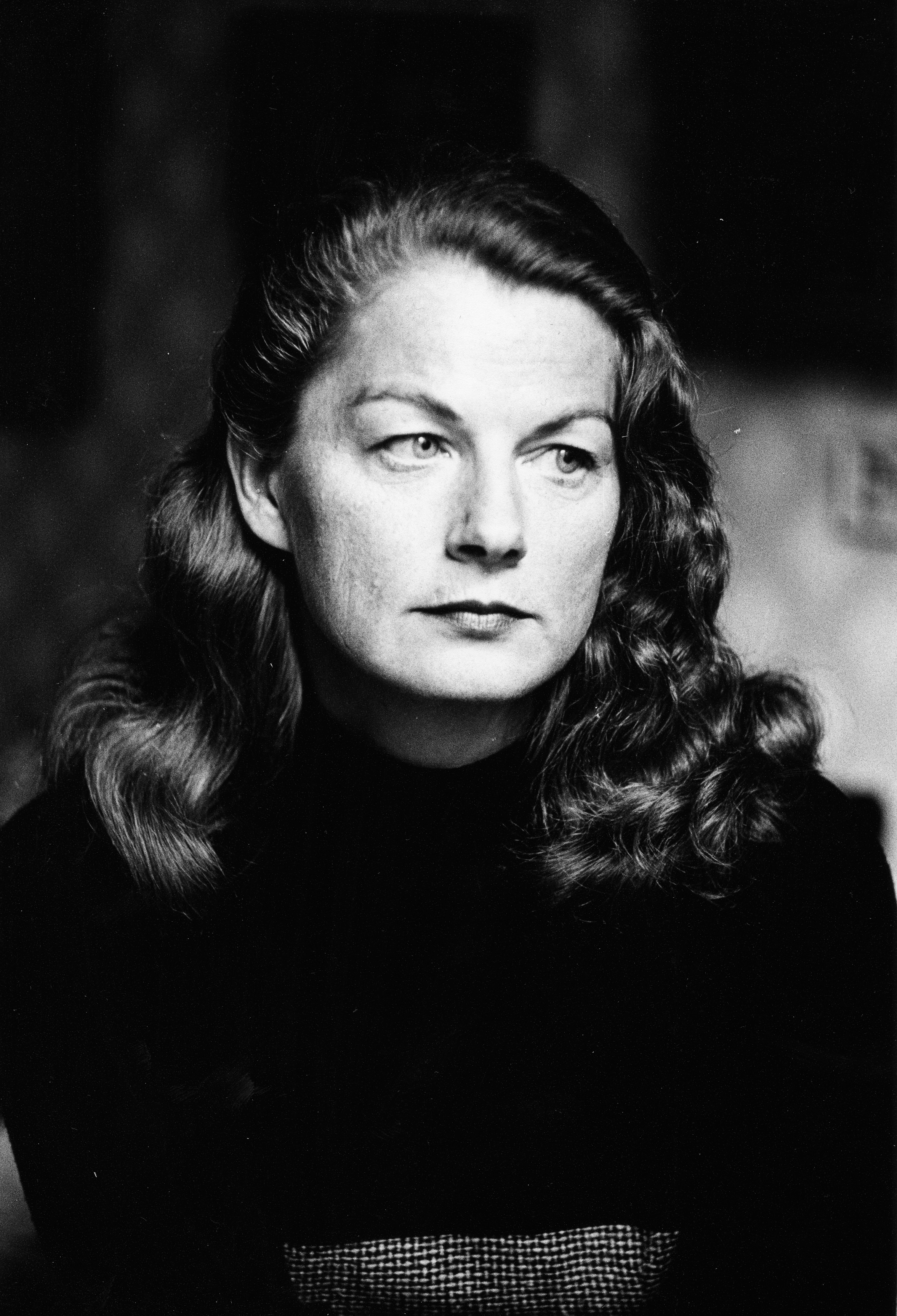
Maria Wine 1950

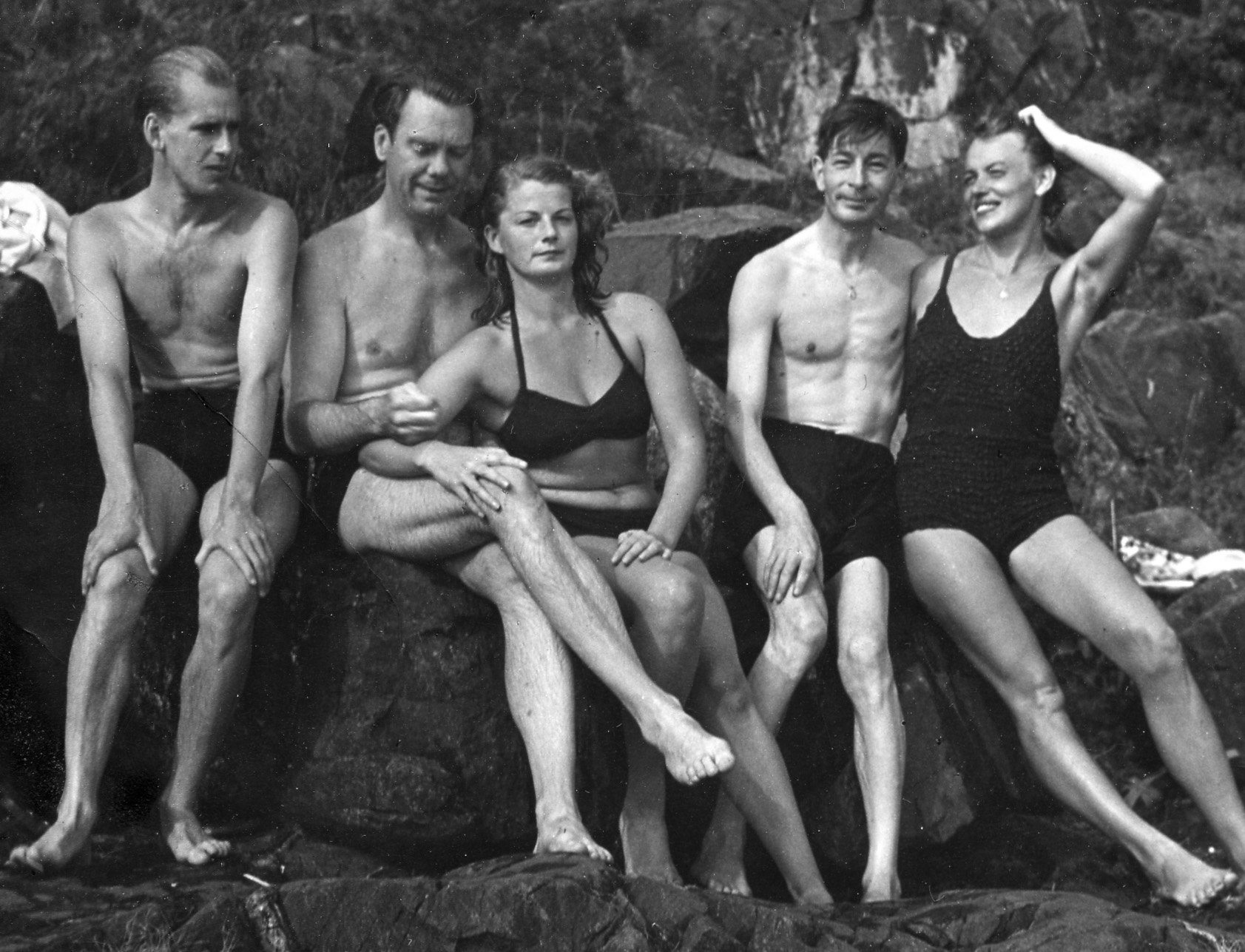
Maria Wine (3. v.l.) und Artur Lundqvist (2. v.l.) 1947

Maria Wine (* 8. Juli 1912 in Kopenhagen; † 22. April 2003 in Solna) war eine schwedische Schriftstellerin und Dichterin dänischer Herkunft. Bekanntheit erlangte sie unter ihrem Pseudonym. Ihr eigentlicher Name war Karla Lundkvist, geborene Petersen.
Eine Skulptur Wines und ihres Mannes Artur Lundkvist befindet sich im Maria-Wines-Park in Solna.

## Leben
Maria Wine (Karla Petersen) hatte eine unglückliche Kindheit. Vierjährig wurde sie von ihrer Mutter in ein Kinderheim gegeben, wo sie häufig geschlagen wurde. Später wurde sie von ihrer Tante und deren alkoholisiertem Mann adoptiert und fand bei ihnen auch keine Sicherheit. Der Wendepunkt ihres Lebens war im Juni 1936, als sie in die Ferien nach Røvig fuhr und im Zug den schwedischen Schriftsteller Artur Lundkvist traf. Sie führten einen regen Briefwechsel und heirateten im selben Jahr. Wine zog mit ihm nach Schweden. Hier lernte sie die Welt der Literatur kennen und begann, inspiriert von ihrem Mann, selbst zu schreiben.

## Arbeit
Maria Wines traumatische Kindheitserlebnisse flossen in ihre schriftstellerische Tätigkeit ein. Sie werden in den autobiografischen Romanen Man har skjutit ett lejon (1951) und Virveldans (1953) verarbeitet. Ihre erste Gedichtsammlung wurde vom Verlag Gyldendals abgelehnt. Aber nachdem sie unter ihrem Pseudonym publizierte, wurde sie eine der produktivsten und faszinierendsten Dichterinnen der Nachkriegszeit. Obwohl ihre Bildsprache teilweise banal wirkt, nimmt ihre Poesie ihre Kraft aus der erfolgreich vermittelten Aufrichtigkeit. 1943 debütierte sie mit der Gedichtsammlung Vinden ur mörkret, gefolgt von Naken som ljuset (1945) und Feberfötter (1947). Bis zu ihrem Tod 2003 gab sie über dreißig Werke heraus.
Die Liebe ist ein durchgängiges Thema in Wines Gedichten: freie, erotische und sinnliche Liebe, Hingabe, aber auch Komplikationen. In den späteren Gedichten ist die Krankheit und der Tod ihres Mannes das zentrale Thema. Das lange gemeinsame Leben mit Artur Lundkvist schildert sie in dem Memoirenbuch Minnena vakar (1994).

### Werke
| - Vinden ur mörkret 1943 - Naken som ljuset 1945 - Feberfötter 1947 - Ring i ring 1948 - Född med svarta segel 1950 - Man har skjutit ett lejon (1951). - Virveldans 1953 - Dikter 1942-1950 1954 - Stenens källa 1954 - Munspel under molnen 1956 - Kanskes osäkra båt 1957 - En bortkastad ros 1958 | - Skönhet och död 1959 - Vinge 1961 - Kärlek i svart och rött 1961 - Jag i andra 1963 - Talar fågel, talar jag 1964 - Byta daggkåpa 1965 - Svarta serenader 1967 - Skärvor av pärlemor 1969 - Där skönheten tigger sitt bröd 1970 - Djurkrets 1971 - Vredens och kärlekens hand 1973 - Nattlandia 1975 | - Resor i glädje och fruktan 1976 - Svårmodets mod 1977 - Tala! Jag lyssnar 1978 - Lövsus i moll 1979 - Under höstens stjärnor 1982 - Skuggan av molnet 1984 - Kärleken 1985 - Den bevingade drömmen 1987 - Men ändå en glädje 1991 - Minnena vakar 1994 - Utan längtan-inget liv 1997 - Dikter 2000 |

## Preise und Auszeichnungen
- Bellman-Preis 1976
- Ferlin-Preis 1985
- Lyrikpreis der Gustaf-Fröding-Gesellschaft 1998
- Professorentitel 2002